# Euphorbia coalcomanensis
La candelilla (Euphorbia coalcomanensis) es una especie fanerógama de la familia Euphorbiaceae. Es un arbusto o árbol de entre 1,8 a 8 m de alto, caducifolio, los tallos tienen látex de color blanco. Las flores se concentran en grupos denominados cimas, en la punta de los tallos. Presenta  brácteas, las cuales son confundidas con pétalos, pero que en realidad son hojas modificadas, éstas son de color rosado. Las flores se encuentran envueltas por el ciatio, que es una hoja modificada de color verde a color rosado, en esta especie tiene pequeños pelillos. Las flores masculinas (estaminadas) son hasta 37, de color verde-amarillento o rojo cuando son senescentes. Las flores femeninas (pistiladas) son de color verde-amarillento. El fruto es una cápsula de hasta 1,2 cm de largo y 1,1 cm de diámetro, verde o rojiza. La cápsula emerge cuando está madura para explotar y diseminar las semillas.

## Descripción
Arbusto erecto, por lo general de 1,8-2 m o árbol hasta 8 m de alto, caducifolio, con rizomas, los cuales producen plantas nuevas y forman colonias clonales, presenta látex blanco. El tallo principal es gris, glabro. Las hojas presentan estípulas inconspicuas; pecíolo 4-10 mm de largo y 2-5 mm de diámetro, con tomento denso, blanquecino o pardo, lámina membranácea, 5-17 cm de largo y 2,5-9,5 cm de ancho, elíptica a oblonga u ovada, verde claro que cambia a color rosado rojizo en la senescencia. Cimas en dicasios apicales; brácteas 15-30 mm de largo y 9-18 mm de ancho, largamente ovadas, persistentes, de color rosado. Ciatio con pedúnculo 4-14 mm de largo y menor de 1 mm diámetro, verde a color rosado, piloso o tomentoso; tubo involucral 8-15 mm de largo; lóbulos principales del involucro 15-20 mm de largo, foliáceos; glándulas cuatro, amarillo pálido. Flores estaminadas 22-37; pedicelos 11-16 mm de longitud, verde-amarillento. Flor pistilada con pedicelo 5-11 mm de largo y 1,5 mm de diámetro, glabro o viloso, verde-amarillento en material fresco o rojizo en la senescencia. Cápsula 1,1-1,2 cm de largo y 8-11 mm de diámetro, verde o rojiza, inserta en el involucro, antes de la dehiscencia el fruto emerge entre los lóbulos accesorios y se dirige hacia arriba para explotar. Semillas 5 mm de largo y 3,5-4 mm de diámetro, pardo oscuras.

## Distribución
Esta especie es endémica de México y tiene una distribución muy restringida. Se distribuye en el estado de Michoacán (información obtenida para la especie Pedilanthus coalcomanensis, uno de los nombres sinónimos de esta especie).

## Hábitat
Se distribuye en la transición entre el bosque tropical caducifolio y el bosque de Quercus. Prospera en suelos rocosos de origen calcáreo, en altitudes de 1400 a 1780 m s. n. m.

## Estado de conservación
Esta especie se encuentra listada en la NOM-059-SEMARNAT-2010 en la categoría Amenazada (A). En la Unión Internacional para la Conservación de la Naturaleza (UICN) aparece bajo la categoría de No Evaluada (NE). Al ser una especie amenazada en México, se halla regulada bajo el Código Penal Federal, la Ley General del Equilibrio Ecológico y Protección al Ambiente, y la Ley General de Vida Silvestre.